# Список вулиць Львова (М)
Список усіх вулиць Львова, що починаються на літеру М.
У списку вулиці подані за алфавітом. Назви вулиць на честь людей відсортовані за прізвищем і подаються у форматі Прізвище Ім'я і/або Посада. Якщо вулиця названа за цілісним псевдонімом або прізвиськом, то сортування відбувається за першої літерою псевдоніма або імені, тобто Лесі Українки — на літеру Л, Марка Вовчка, Марка Черемшини — на М, Олени Пчілки — на О, Панаса Мирного — на П, Янки Купали — на Я тощо.
Курсивом позначені зниклі вулиці.
Колір фону у списку залежить від типу урбаноніма.
| Назва                           | Тип    | Колишні назви | Район          | Місцевість          | Рік затв.  | Джерела          |
| ------------------------------- | ------ | --- | -------------- | ------------------- | ---------- | ---------------- |
| Магазинова                      | вулиця | | Залізничний    | Привокзальна        | 1913       | ПСВЛ, ВП, Л      |
| Мазепи Івана, гетьмана          | вулиця | Мазепи, Атаманґассе, Топольна, імені міста Печ                                                                                     | Шевченківський | Замарстинів         | 1990       | ПСВЛ, ІВЛ, ВП, Л |
| Маївського Дмитра               | вулиця | Боткіна бічна | Франківський   | Кульпарків          | 1993       | ПСВЛ, ІВЛ, ВП, Л |
| Майданна                        | вулиця | | Сихівський     | Сихів               | 1962       | ПСВЛ, ВП, Л      |
| Майорівка                       | вулиця | Маєрувка, Маєргофґассе | Личаківський   | Майорівка           | 1944       | ПСВЛ, ВП, Л      |
| Маковея Осипа                   | вулиця | Ґранічна, Подхоронжих, Гайднґассе, Підхорунжих, Ковпака                                                                            | Франківський   | Новий світ          | 1957       | ПСВЛ, ІВЛ, ВП, Л |
| Максимовича Михайла             | вулиця | Ювілейна | Франківський   | Боднарівка          | 1993       | ПСВЛ, ІВЛ, ВП, Л |
| Мала                            | вулиця | Кляйнеґассе | Личаківський   | Личаків             | 1944       | ПСВЛ, ВП, Л      |
| Маланюка Євгена                 | площа  | пляц Хоронщизни (На Хоронщизьнє), Домбровскєґо, Бурґпляц, Домбровського В., Домбровського Я.                                       | Галицький      | Центр               | 1993       | ПСВЛ, ІВЛ, ВП, Л |
| Малицької Костянтини            | вулиця | Армавірська | Залізничний    | Сигнівка            | 1993       | ПСВЛ, ІВЛ, ВП, Л |
| Малі Кривчиці                   | вулиця | Ясна (Кривчиці); Погожа | Личаківський   | Малі Кривчиці       | 1993       | ПСВЛ, ВП, Л      |
| Малковицька                     | вулиця | Некрасова (Рясне); Дрогобича Ю. (Рясне)                                                                                            | Шевченківський | Рясне               | 1993       | ПСВЛ, ВП, Л      |
| Малоголосківська                | вулиця | Вінніца (Голоско); Ганлюв, Ганлів                                                                                                  | Шевченківський | Голоско             | 1946       | ПСВЛ, ВП, Л      |
| Манастирського Антона           | вулиця | Малиновського | Сихівський     | Сихів               | 1991       | ПСВЛ, ІВЛ, ВП, Л |
| Маргаринова бічна               | вулиця | Театральна бочна (Сигнівка); Радзиміньска бочна, Радзимінська бічна                                                                | Залізничний    | Сигнівка            | 1993       | ПСВЛ, Л          |
| Марка Вовчка                    | вулиця | Крульовей Ядвіґі, Гедвіґґассе, Королеви Ядвіги                                                                                     | Залізничний    | Привокзальна        | 1944       | ПСВЛ, ІВЛ, ВП, Л |
| Марка Черемшини                 | вулиця | Цетнерувка (част.), Личаковска бочна, Пяскі на Личаковє, Цетнерувска, Дунін-Вонсовіча, Дорошенкоґассе, Дунін-Вонсовича, Хорольська | Личаківський   | Цетнерівка          | 1946       | ПСВЛ, ІВЛ, ВП, Л |
| Мартовича Леся                  | вулиця | Фрідріхув, Ґірардіґассе, Фрідріхів, Газетна                                                                                        | Галицький      | Центр               | 1946       | ПСВЛ, ІВЛ, ВП, Л |
| Марунька                        | вулиця | | Личаківський   | Великі Кривчиці     | 1962       | ПСВЛ, ВП, Л      |
| Маршалівка                      | вулиця | | Шевченківський | Рясне               | 1958       | ПСВЛ, ВП, Л      |
| Масарика Томаша                 | вулиця | Йорданьска бочна, Лисенкі (Клепарів); Лисенка (Клепарів); Левітана                                                                 | Шевченківський | Клепарів            | 1993       | ПСВЛ, ІВЛ, ВП, Л |
| Матейка Яна                     | вулиця | Матейкі, Номаденштрассе | Галицький      | Центр               | 1944       | ПСВЛ, ІВЛ, ВП, Л |
| Мацієвича Лева                  | вулиця | Чарнєцкєґо (Левандівка); Стеца, Алелюхін                                                                                           | Залізничний    | Левандівка          | 1991       | ПСВЛ, ІВЛ, ВП, Л |
| Машиністів                      | вулиця | | Залізничний    | Левандівка          | 1957       | ПСВЛ, ВП, Л      |
| Меблярська                      | вулиця | Ляуда, Мебльова | Сихівський     | Новий Львів         | 1993       | ПСВЛ, ВП, Л      |
| Медведецького Юліана, професора | вулиця | Орля, Словацкіґассе, Колківська | Залізничний    | Богданівка          | 1993       | ПСВЛ, ІВЛ, ВП, Л |
| Медова                          | вулиця | Пшечніца Слонечней, Мйодоситні, Мйодова, Гоніґґассе                                                                                | Галицький      | Центр               | 1945, 1946 | ПСВЛ, ВП, Л      |
| Медової печери                  | вулиця | Ґроти Мйодовей, Ґоніґґроттенвеґ, Гроти Медової, Пересади                                                                           | Личаківський   | Майорівка           | 1990       | ПСВЛ, ВП, Л      |
| Межова                          | вулиця | | Сихівський     | Пирогівка           | 1962       | ПСВЛ, ВП, Л      |
| Вулиця Мележа Івана             | вулиця | | Личаківський   | Збоїща              |            | ВП, Л, ВЗ        |
| Мельника Андрія                 | вулиця | Кшижова бочна, Шимоновічув, Курмаркґассе, Шимоновічів, Раскової, Черняховського                                                    | Франківський   | Новий Світ          | 1992       | ПСВЛ, ІВЛ, ВП, Л |
| Менцинського Модеста            | вулиця | Побриґідска, Бриґідска, Коллонтая, Керкерштрассе, Менжинського                                                                     | Галицький      | Центр               | 1991       | ПСВЛ, ІВЛ, ВП, Л |
| Меретина Бернарда               | вулиця | Йосафата, Нелькенштрассе, Піонерська                                                                                               | Галицький      | Привокзальна        | 1991       | ПСВЛ, ІВЛ, ВП, Л |
| Метлинського Амвросія           | вулиця | Крашевскєґо (Знесіння); Ґноіньскєґо, Гноїнського                                                                                   | Личаківський   | Знесіння            | 1946       | ПСВЛ, ІВЛ, ВП, Л |
| Метрологічна                    | вулиця | Стшала, Флешара, Штіфтерґассе | Франківський   | Новий Світ          | 1945       | ПСВЛ, ВП, Л      |
| Механічна                       | вулиця | Слонечна (Знесіння); Дояздова, Щепановскєґо                                                                                        | Личаківський   | Знесіння            | 1946       | ПСВЛ, ВП, Л      |
| Мечникова Іллі                  | вулиця | Цментарна, Сьвєнтих Пйотра і Павла, Сьвєнтего Пйотра, Петерштрассе, Святого Петра                                                  | Личаківський   | Личаків             | 1945       | ПСВЛ, ІВЛ, ВП, Л |
| Микитки Осипа, генерала         | вулиця | Пожарського (Рясне); Вислоцького                                                                                                   | Шевченківський | Рясне               | 1993       | ПСВЛ, ІВЛ, ВП, Л |
| Миклухо-Маклая Миколи           | вулиця | Сьлєпа, Крутка, Бочна Стшелєцка, Сави                                                                                              | Личаківський   | Високий Замок       | 1946       | ПСВЛ, ІВЛ, ВП, Л |
| Миколайчука Івана               | вулиця | Новей Жєзьні, Нової Різні, Промислова (част.)                                                                                      | Шевченківський | Замарстинів, Збоїща | 1993       | ПСВЛ, ІВЛ, ВП, Л |
| Мила                            | вулиця | Міла, Кройцерґассе | Франківський   | Новий Світ          | 1944       | ПСВЛ, ВП, Л      |
| Милорадович Єлисавети           | вулиця | Власна | Личаківський   | Гори                | 1958       | ПСВЛ, ІВЛ, ВП, Л |
| Милятинська                     | вулиця | Сулімірскєй, Сулімирської | Личаківський   | Знесіння            | 1950       | ПСВЛ, ВП, Л      |
| Миргородська                    | вулиця | Шевченкі (Знесіння); Тромби | Личаківський   | Знесіння            | 1946       | ПСВЛ, ВП, Л      |
| Мирна                           | вулиця | Конопніцкєй (Левандівка); Мєрна, Мірна                                                                                             | Залізничний    | Левандівка          |            | ПСВЛ, ВП, Л      |
| Мисливська                      | вулиця | Кустановіча, Ловчувек | Залізничний    | Сигнівка            | 1950       | ПСВЛ, ВП, Л      |
| Миська Еммануїла                | вулиця | Кошика, Врубеля | Сихівський     | Пасіки              | 2022       | ВЛ, ГМ, Л        |
| Митна                           | площа  | пляц Цельни (Цлови), пляц Бандурскєґо, Цолльпляц, Бандурського, Радянська                                                          | Личаківський   | Центр               | 1990       | ПСВЛ, ВП, Л      |
| Мишуги Олександра               | вулиця | Поморска, Кляйнпоммерґассе, Поморська, Великановича                                                                                | Сихівський     | Новий Львів         | 1993       | ПСВЛ, ІВЛ, ВП, Л |
| Мідна                           | вулиця | Цвинтарна (Збоїща) | Шевченківський | Збоїща              | 1962       | ПСВЛ, ВП, Л      |
| Міжгірна                        | вулиця | На Вертепах, Жебурскєґо, Жебурського                                                                                               | Личаківський   | Великі Кривчиці     | 1950       | ПСВЛ, ВП, Л      |
| Мікльоша Карла                  | вулиця | Проектована 7 | Сихівський     | Боднарівка          | 2012       | УЛМР             |
| Міртова                         | вулиця | Ламана (Замарстинів) | Шевченківський | Замарстинів         | 1934       | ПСВЛ, ВП, Л      |
| Міцкевича Адама                 | площа  | пляц Фердинанда, пляц Мар'яцькі, Марієнпляц, Мар'яцька                                                                             | Галицький      | Центр               | 1944       | ПСВЛ, ІВЛ, ВП, Л |
| Млинова                         | вулиця | Мюллера, Мюллерувка, Мюллергофґассе, Мюллерівка                                                                                    | Шевченківський | Голоско             | 1950       | ПСВЛ, ВП, Л      |
| Мови Василя                     | вулиця | Сокола (Клепарів); Дурскєґго, Дурського, Стахановців                                                                               | Шевченківський | Голоско             | 1991       | ПСВЛ, ІВЛ, ВП, Л |
| Могили Петра                    | вулиця | | Личаківський   | Личаків             | 1934       | ПСВЛ, ІВЛ, ВП, Л |
| Могильницького Антіна           | вулиця | Галля (Клепарів); Бєрнатувка, Бернатгофґассе, Бернатівка                                                                           | Шевченківський | Голоско             | 1946       | ПСВЛ, ІВЛ, ВП, Л |
| Молдавська                      | вулиця | Закладова бочна, Збожиль-Мірецкєґо, Збожиль-Мірецького                                                                             | Франківський   | Кульпарків          | 1950       | ПСВЛ, ВП, Л      |
| Молодіжна                       | вулиця | | Шевченківський | Голоско             | 1955       | ПСВЛ, ВП, Л      |
| Молочна                         | вулиця | Здрова | Личаківський   | Знесіння            | 1946       | ПСВЛ, ВП, Л      |
| Монгольська                     | вулиця | Комсомольська бічна (Кривчиці) | Личаківський   | Великі Кривчиці     | 1962       | ПСВЛ, ВП, Л      |
| Моринецька                      | вулиця | Шляхецка, Антоновичґассе, Шляхетська                                                                                               | Шевченківський | Клепарів            | 1950       | ПСВЛ, ВП, Л      |
| Морозенка Н.                    | вулиця | Дембіньскєґо, Федакґассе, Дембінського                                                                                             | Залізничний    | Привокзальна        | 1950       | ПСВЛ, ВП, Л      |
| Морозна                         | вулиця | | Сихівський     | Сихів               | 1962       | ПСВЛ, ВП, Л      |
| Моршинська                      | вулиця | Шимоновічув (част.), Кшижова, Поммернвеґ, Крижова                                                                                  | Франківський   | Новий Світ          | 1950       | ПСВЛ, ВП, Л      |
| Мостова                         | вулиця | Брюккенґассе | Залізничний    | Сигнівка            | 1944       | ПСВЛ, ВП, Л      |
| Мосяжна                         | вулиця | Марії Снєжней бочна, Мосєнжна, Бейсера, Аусфалльґассе, Халтуріна                                                                   | Галицький      | Центр               | 1992       | ПСВЛ, ВП, Л      |
| Моторна                         | вулиця | Любельска, Спулдзєльча, Сільнікова, Моторґассе                                                                                     | Залізничний    | Левандівка          | 1946       | ПСВЛ, ВП, Л      |
| Моха Романа                     | вулиця | Маршалківська (Рясне) | Шевченківський | Рясне               | 1993       | ПСВЛ, ІВЛ, ВП, Л |
| Музейна                         | площа  | пляц Домініканьскі, Домініканерпляц, Домініканська, Залізняка, Ставропігійська                                                     | Галицький      | Центр               | 1993       | ПСВЛ, ВП, Л      |
| Мудрої Надії                    | вулиця | Боженка (Рясне), Смолича | Шевченківський | Рясне               | 2024       | ПСВЛ, ВП, Л      |
| Музики Ярослави                 | вулиця | Кулібіна | Франківський   | Кульпарків          | 1992       | ПСВЛ, ІВЛ, ВП, Л |
| Мукачівська                     | вулиця | Сьвєнтего Яна, Йоганнесґассе, Святого Яна                                                                                          | Шевченківський | Центр               | 1950       | ПСВЛ, ВП, Л      |
| Мулярська                       | вулиця | Сьвєнтего Теодора бочна, Старотандетна, Альтмарктґассе                                                                             | Галицький      | Центр               | 1946       | ПСВЛ, ВП, Л      |
| Мундяк Марії                    | вулиця | Новосільна | Залізничний    | Левандівка          | 1993       | ПСВЛ, ІВЛ, ВП, Л |
| Мурави Марка                    | вулиця | Брайєровска бочна, Бочна, Нєцала, Полляка, Гальбеґассе, Галана бічна                                                               | Галицький      | Центр               | 1991       | ПСВЛ, ІВЛ, ВП, Л |
| Мурашка Олександра              | вулиця | Кайзера бочна, Урбаньскєґо, Урбанського, Покутська бічна                                                                           | Шевченківський | Замарстинів         | 1993       | ПСВЛ, ІВЛ, ВП, Л |
| Мурована                        | вулиця | Комсомольська (Збоїща, част.), Малехівська (част.)                                                                                 | Шевченківський | Збоїща              | 1993       | ПСВЛ, ВП, Л      |
| Мучна                           | вулиця | Крупніча вижша, Личаковска бочна налєво, Мончна і Корсо дольне, Мельґассе, Мончна                                                  | Личаківський   | Личаків             | 1946       | ПСВЛ, ВП, Л      |
| Мушака Юрія                     | вулиця | Дверніцкєґо (част.), Голонівська (част.), Бадґассе, Дверницького (част.), Інститутська (част.), 30-річчя Перемоги (част.)          | Сихівський     | Снопків             | 1946       | ПСВЛ, ІВЛ, ВП, Л |